# Shock the Monkey
Shock the Monkey ist ein Lied des britischen Pop-Rock-Musikers Peter Gabriel aus dem Jahr 1982.

## Entstehung und Veröffentlichung
Das Lied wurde vom Interpreten selbst geschrieben beziehungsweise komponiert. Gabriel zeichnete darüber hinaus, zusammen mit David Lord, für die Produktion verantwortlich.
Shock the Monkey wurde von Peter Gabriel bereits zwei Monate vor Veröffentlichung des Albums Peter Gabriel (Security) am 16. Juli 1982 bei dem ersten WOMAD-Festival im Showering Pavillon des Royal Bath and West Showground (Somerset, UK) live gespielt. Der gesamte Auftritt wurde am 8. August 2025 als Album Live at WOMAD 1982 digital veröffentlicht.
Die Erstveröffentlichung von Shock the Monkey erfolgte als Teil von Gabriels vierten Studioalbum Peter Gabriel (Security) am 6. September 1982. Am 20. September desselben Jahres erschien es als erste Singleauskopplung aus dem Album. Shock the Monkey wurde zusätzlich zu den schwarzen 7″- und 12″-Vinyl-Singles als 7″-Picture-Disc veröffentlicht. Der Club-DJ-Remix-Dienst Hot Tracks erstellte eine 8:12-Version, die von Gabriel auf Deutsch gesungene Strophen und Refrains mit dem bekannteren englischen Text vermischt. Eine siebenminütige Konzertversion des Liedes erscheint auf Gabriels Livealbum Plays Live von 1983. Es ist auch auf den Kompilationsalben Greenpeace von 1985, Shaking the Tree: Sixteen Golden Greats von 1990 und Hit von 2003 enthalten. Das Musikvideo erschien auf der Videoalbum Play von 2004. Das Lied wurde unter anderem auch am 23. November 2003 bei einem exclusiven Konzert für Mitglieder von Peter Gabriels Full Moon Club in dem Big Room, dem größten Aufnahmeraum der Real World Studios live gespielt. Das Konzert wurde beginnend mit dem 24. April 2024 auf Gabriels Bandcamp-Kanal für die Abonnenten stückweise veröffentlicht. Am 27. Juni 2025 erschien diese Aufnahme als bisher letzte Live-Aufnahme des Songs mit dem Livealbum In the Big Room allgemein zum Download und Streaming.

### Earth-Day-Version
Am 22. April 2022 wurde ein bisher unveröffentlichter alternativer Mix von Shock the Monkey unter dem Namen Shock the Monkey (EarthPercent x Earth Day Mix) exklusiv zum Download auf Bandcamp veröffentlicht. Die Erlöse aus dem Download wurden als Tribut an den Earth Day 2022 an die Umweltschutzorganisation EarthPercent gespendet, als Teil eines Projekts, bei dem Gabriel und mehrere andere Künstler exklusives und seltenes Material gespendet haben.

### Remix-Wettbewerb
Im September 2006 veranstaltete Realworld Remixed einen Online-Wettbewerb, bei dem Musiker und Techniker aufgefordert wurden, einen Remix des Songs einzureichen. Die Originalspuren wurden zum Herunterladen zur Verfügung gestellt und boten die Möglichkeit, mit dem Rohmaterial eines Hits zu arbeiten. Der Gewinner war Simian Surprise von Multiman.

### Titelliste
- 7″ (SHOCK1)

1. Shock the Monkey – 3:58
2. Soft Dog (Instrumental) – 4:10

- 12″ (SHOCK12)

1. Shock the Monkey – 5:23
2. Soft Dog (Instrumental) – 4:10

## Inhalt und Bedeutung
Aufgrund des Titels und des Inhalts des Musikvideos wird häufig angenommen, dass es sich bei dem Lied entweder um ein Lied über Tierschutz oder um eine Anspielung auf die berühmten Experimente von Stanley Milgram handelt, die in seinem Buch Obedience to Authority von 1974 beschrieben sind. Es ist weder das eine noch das andere, aber der Gabriel-Song We Do What We’re Told (Milgram’s 37) von seinem fünften Studioalbum So von 1986 beschäftigt sich direkt mit Milgrams Experiment. Gabriel hat Shock the Monkey als „ein Liebeslied“ beschrieben, das untersucht, wie Eifersucht die grundlegenden Instinkte freisetzen kann; der Affe ist kein buchstäblicher Affe, sondern eine Metapher für die eigenen Eifersuchtsgefühle. Gabriel hat erwähnt, dass das lyrische Motiv des Songs von King Kongs Blitzkräften gegen Godzilla im Film King Kong vs. Godzilla von 1962 inspiriert wurde.

## Musikvideo
Der Song ist für sein bizarres und verstörendes Musikvideo bekannt, das von Brian Grant von den MGMM Studios geschrieben und inszeniert und von Scott Millaney produziert wurde. Das Video wurde in den frühen Tagen von MTV sehr oft gespielt. Es zeigt Gabriel (mit weißer Gesichtsbemalung) und einen verängstigt aussehenden Kapuzineraffen. Gabriel tritt in zwei Gestalten auf: zum einen als Geschäftsmann und CIA-MK-Ultra-Typ in einem dunklen Anzug und zum anderen als „moderner primitiver“ Schamane, der weiß angemalt und gekleidet ist und geometrische Markierungen in Schwarz auf seinem Gesicht hat. Das Video wechselt zwischen zwei Räumen, die jeweils vage an ein Büro erinnern. Ein Filmprojektor zeigt in beiden Räumen Tierfilm-Material eines Gibbons (technisch gesehen ein kleiner Menschenaffe, kein Affe). Im weiteren Verlauf des Videos werden die Ereignisse im „normalen“ Büro (im schwarzen Anzug) immer unregelmäßiger und beunruhigender, und die Gegenstände im Raum geraten zunehmend in Unordnung. Gabriel zeigt im Laufe des Chaos zunehmenden Druck, Wut und Angst und wird an einer Stelle von drei kleinwüchsigen Menschen zurückgehalten. Das Filmmaterial aus dem Büro wird zunehmend von Schwarzweißaufnahmen unterbrochen, die zeigen, wie Gabriel vor etwas Unbekanntem in der Wildnis flieht, und von einem desorientierten Gabriel in verschiedenen Umgebungen, darunter auch im Zentrum Londons in einem scheinbaren Büro eines Krankenhauses. Am Ende des Videos verschmilzt der Gabriel im dunklen Anzug mit dem Gabriel mit Gesichtsbemalung. In der letzten Einstellung überlagern sich die Gesichter der beiden Gabriels mit dem des Gibbons.

## Schock den Affen
Von diesem Lied wurde wie von allen anderen Liedern des Albums Peter Gabriel (Security) eine deutschsprachige Version unter dem Titel Schock den Affen kreiert, die am 20. September 1982 als Single und am 1. November 1982 auf dem Album Deutsches Album in Westdeutschland erschien. Gabriel singt darauf selbst den von Horst Königstein auf Deutsch übersetzten Text. Peter Gabriel arbeitete sorgfältig mit Horst Königstein zusammen, um sicherzustellen, dass der deutschsprachige Text mehr ist als eine einfache Übersetzung des englischsprachigen Originals. Die Sprache vermittelt nicht nur die Bedeutung und die beabsichtigte Bildsprache des ursprünglichen Songs, sondern ermöglicht es den Worten auch, zur Musikalität des Liedes beizutragen.

## Mitwirkende

### Musiker
- Larry Fast – Prophet-5-Synthesizer
- Peter Gabriel – Haupt- und Begleitgesang, Fairlight CMI, Linn LM-1-Programmierung, Prophet-5-Synthesizer, Sequencing: Marimba, Clayt, Saxophon, Trompete[20][19]
- Peter Hammill – Begleitgesang
- Tony Levin – Chapman Stick
- Jerry Marotta – Schlagzeug
- David Rhodes – E-Gitarre

### Technisches Personal
- Arun Chakraverty – Schnitt
- Peter Gabriel – Komponist, Liedtexter, Produktion
- David Lord – Produktion
- Glenn Tommey – Mixing, Toningenieur

## Rezeption

### Rezensionen
Laut AllMusic hat der Song einen „unerbittlich wiederholten Haken“, der „nicht wie irgendetwas anderes im Radio zu dieser Zeit klang. Es ist auch eine von Gabriels besten Gesangsleistungen, mit einer spürbaren Dringlichkeit, die auf den meisten seiner späteren Alben fehlen sollte. Es ist immer noch ein wenig seltsam und künstlerisch, aber Shock the Monkey ist der erste Schritt zu Peter Gabriels kultureller Vorherrschaft Mitte der 80er Jahre“. Billboard nannte es einen „mysteriösen, aber ansteckenden Track...der Synthesizer, markanten Gesang und Tanzrhythmen zu einem neuen Effekt verschmilzt“.

### Charts und Chartplatzierungen
Shock the Monkey stieg am 19. September 1982 auf Rang 71 der britischen Singlecharts ein und erreichte drei Wochen später mit Rang 58 seine beste Chartplatzierung. Die Single platzierte sich insgesamt fünf Wochen in den Top 100, letztmals am 17. Oktober 1982 und avancierte zum fünften Charthit Gabriels als Solokünstler. In den US-amerikanischen Billboard Hot 100 platzierte sich das Lied erstmals am 23. Oktober 1982 und erreichte seine Bestplatzierung am 29. Januar 1983 mit Rang 29, womit es Gabriels erster Top-40-Hit in den USA wurde. Darüber hinaus erreichte es die Chartspitze der US-amerikanischen Hot Mainstream Rock Tracks Charts.
| ChartsChartplatzierungen       | Höchstplatzierung | Wochen |
| ------------------------------ | ----------------- | ------ |
| Vereinigtes Königreich (OCC)   | 58 (5 Wo.)        | 5      |
| Vereinigte Staaten (Billboard) | 29 (18 Wo.)       | 18     |

## Coverversionen

### Version von Coal Chamber und Ozzy Osbourne
Die Nu-Metal-Band Coal Chamber nahm eine Coverversion von Shock the Monkey auf ihrem zweiten Studioalbum Chamber Music von 1999 auf. Bei der Coverversion war Ozzy Osbourne als Gastsänger zu hören. Das Musikvideo wurde von Dean Karr gedreht. Es zeigt die Band, wie sie mit Osbourne spielt, und enthält Aufnahmen eines Affen.

#### Titelliste
- Maxi-Single

1. Shock the Monkey – 3:45
2. Shock the Monkey (Gorilla Mix) – 3:35
3. El cu cuy (Alternate Mix) – 4:20
4. Shock the Monkey (Musicvideo) – 3:33

- Promo-Single

1. Shock the Monkey (LP Version) – 3:45

#### Mitwirkende
Musiker Coal Chamber
- Mike „Bug“ Cox – Schlagzeug
- Bradley James „Dez“ Fafara – Hauptgesang
- Miguel „Meegs“ Rascón – E-Gitarre
- Rayna Foss-Rose – E-Bass

Gastmusiker
- E. Blue – Keyboards, Begleitgesang
- Ozzy Osbourne – Gastgesang

Technisches Personal
- Josh Abraham – Produktion
- Alan Forbes – Illustration
- Ross Halfin – Fotografie
- Modino Graphics – Design
- Sharon Osbourne Management – Management

### Weitere Versionen
Peter Gabriel coverte auf dem 2010 erschienenen Studioalbum mit dem Namen Scratch My Back zwölf Lieder von verschiedenen Künstlern. Drei lehnten es jedoch ab, sich an dem später im Jahr 2013 erschienenen Kompilations-Album des Folgeprojektes And I’ll Scratch Yours zu beteiligen. Joseph Arthur sprang deshalb neu ein und coverte das Lied Shock the Monkey von Peter Gabriel.
Die Datenbank mit Coverversionen SecondHandSongs listete 2023 etwa 20 verschiedene Versionen von Shock the Monkey und drei von Schock den Affen auf.